# Bolsjoje Leprindomeer
Het Bolsjoje Leprindomeer (Russisch: Большое Леприндо; "Groot-Leprindo"), vroeger Lemberme (Лемберме) genoemd, is een morene-gletsjermeer in de Tsjaralaagte binnen de Russische kraj Transbaikal.
Met een lengte van ongeveer 11,5 kilometer bij een breedte van 1,5 kilometer, een oppervlakte van 17,2 km² en een stroomgebied van 241 km² is het Bolsjoje Leprindomeer het grootste meer binnen de waterscheiding tussen de bergketen Oedokan en het stroomgebied van de Tsjara. Het meer ligt op de uitlopers van de Kodar op een hoogte van ongeveer 980 meter boven zeeniveau en strekt zich uit van west naar oost, waarbij het door een korte waterloop verbonden is met het Maloje Leprindomeer ("Klein-Leprindo") aan westzijde. Het meer heeft zeer helder zoet water (mineralisatie: 20–40 mg/l) en is bevroren van oktober tot mei. Ten zuiden ligt het Leprindokanmeer en nog wat zuidelijker het Devotsjanmeer. Het Bolsjoje en Maloje Leprindomeer, Leprindokanmeer en Devotsjanmeer vormen onderdeel van het merengebied van de Tsjara en de Koeanda en zijn ontstaan door gletsjerwerking.
Langs de noordelijke oever van het meer loopt de Spoorlijn Baikal-Amoer (BAM), die de waterloop tussen het Maloje en het Bolsjoje Leprindomeer oversteekt. Aan de noordoostkust ligt het in 1989 geopende BAM-treinstation Leprindo, dat wordt geëxploiteerd door de Oost-Siberische Spoorlijn. Sinds 1961 wordt hydrologisch onderzoek gedaan naar het meer vanaf twee stations aan de westelijke en noordelijke oevers. Het meer is vanwege de vele vissen populair bij sportvissers.